# Piula roquera
La piula roquera (Anthus crenatus) és un ocell de la família dels motacíl·lids (Motacillidae).

## Hàbitat i distribució
Habita praderies a turons a les terres altes de l'est de Sud-àfrica.